# Youri Djorkaeff
Youri Djorkaeff (ur. 9 marca 1968 w Lyonie) – francuski piłkarz, grający na pozycji ofensywnego pomocnika, wraz z reprezentacją Francji zdobył mistrzostwo świata 1998 oraz mistrzostwo Europy 2000. Był pierwszym francuskim piłkarzem występującym w amerykańskiej lidze. Ojciec piłkarza, Jean Djorkaeff występował w reprezentacji Francji, prowadził również reprezentację Armenii.
Djorkaeff jest Francuzem z korzeniami ormiańskimi (po linii matki) oraz kałmucko-polskimi (ze strony ojca).

## Kariera
Bogatą karierę klubową rozpoczynał w 1984 we francuskim klubie Grenoble Foot 38. W 1989 roku został zawodnikiem klubu Ligue 1 RC Strasbourg, zaś w 1990 słynnego AS Monaco. Tam grał przez 5 lat, a w 1994 został królem strzelców Ligue 1 z 20 bramkami na koncie. W 1995 roku przeniósł się do Paris Saint-Germain, jednak tutaj nie zagrał zbyt długo, gdyż już w 1996 podpisał kontrakt z gigantem włoskiej Serie A Interem Mediolan. W Interze występował do 1999, kiedy to wyjechał do Bundesligi, do klubu 1. FC Kaiserslautern. W 2002 roku zaskoczył wszystkich podpisując kontrakt z cieszącym się sławą z powodu brutalnej i mało wytrawnej gry angielskim klubem Premier League Bolton Wanderers. Djorkaeff zdołał jednak odmienić oblicze gry klubu w czasie dwóch sezonów tam spędzonych. W 2004 roku został sprzedany do Blackburn Rovers, skąd jednak odszedł po rozegraniu zaledwie trzech meczów. W lutym 2005 podpisał kontrakt z klubem Major League Soccer New York/New Jersey MetroStars, stając się pierwszym francuskim piłkarzem w amerykańskiej lidze. W 2005 wybrano go MVP ligi, w której zdobył 10 goli i zaliczył 7 asyst.
Do osiągnięć międzynarodowych Youriego Djorkaeffa należą Puchar Zdobywców Pucharów, zdobyty z Paris Saint-Germain w 1996 oraz Puchar UEFA z Interem Mediolan w 1998 roku. Wraz z drużyną narodową zdobył tytuł mistrza świata i Europy, grał również na Mistrzostwach Europy 1996 oraz na Mistrzostwach Świata 2002. Dla reprezentacji Francji zagrał 82 razy i zdobył 28 bramek.
30 października 2006 roku zakończył sportową karierę.